# A*M*E
Aminata Kabba (ur. 13 grudnia 1994 we Freetown) – brytyjska wokalistka.
Artystka pochodzi z Freetown w Sierra Leone. W 2011 Kabba została zauważona przez frontmana Take That, Gary’ego Barlowa, który zorganizował jej kontrakt w Future Records.
A*M*E była nominowana w plebiscycie BBC Sound of 2013.
W styczniu 2013 A*M*E podpisała kontrakt z wytwórnią płytową Epic Records, aby skoncentrować się na karierze solowej. Pracowała z Duke Dumontem oraz MNEK nad singlem Need U (100%) który szczytował na brytyjskiej liście singlów.